# Cilindre de fonògraf

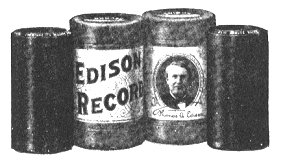
Dos enregistraments en cilindre d'Edison (en els extrems) i els seus recipients de cartró (al centre).

Els  cilindres de fonògraf  van ser el suport del primer mètode d'enregistrament i reproducció. Coneguts simplement per "enregistraments" en la seva època de major popularitat (1887-1915), aquests objectes amb forma de cilindre tenien un enregistrament de so literalment gravada sobre la superfície exterior que es podia reproduir sobre un fonògraf mecànic. En la dècada de 1910, el sistema competidor basat en discos de gramòfon va triomfar en el mercat i es va convertir en el suport d'àudio comercial dominant, provocant que la producció comercial en massa dels cilindres de fonògraf acabés el 1929.

## Desenvolupament inicial del cilindre de fonògraf
Thomas Edison va concebre el fonògraf el 18 de juliol de 1877, per a gravar missatges telefònics, usant paper encerat en la primera prova. En les primeres versions en producció, els enregistraments es realitzaven sobre la superfície exterior d'una tira de paper d'estany enrotllada al voltant d'un cilindre giratori de metall. En la dècada de 1880 es van començar a produir en massa els cilindres de cera. Aquests contenien els enregistraments de so en solcs sobre l'exterior d'uns cilindres buits de cera lleugerament tova. Aquests cilindres es podien retirar i col·locar amb facilitat en el mandril de la màquina que els reproduïa. Els primers enregistraments en cilindre se solien desgastar després d'haver estat reproduïts unes poques desenes de vegades; el comprador podia llavors retornar el cilindre gastat al venedor per a canviar-lo per un crèdit parcial que li servia per a adquirir nous enregistraments, o per a polir-lo de nou perquè es poguessin realitzar nous enregistraments sobre ell. En 1890, Charles Tainter va patentar l'ús de cera de carnauba com a substitut de la típica mescla de parafina i cera alba utilitzada en els cilindres de fonògraf.
Les primeres màquines de cilindres de finals de la dècada de 1880 i 1890 se solien vendre amb accessoris per a enregistrar. La possibilitat d'enregistrar a més de reproduir sons era un avantatge dels fonògrafs de cilindres sobre els barats fonògrafs de discos, que van començar a vendre's de forma massiva a la fi de la dècada de 1890, ja que els sistemes basats en discos només servien per a reproduir sons preenregistrats.
En les primeres etapes de la fabricació del fonògraf es van dissenyar diversos tipus de cilindre que competien entre ells i que eren incompatibles entre si, però al final de la dècada de 1890, Edison Rècords, Columbia Phonograph i altres empreses van decidir un sistema estàndard: un cilindre amb uns 10 cm de llarg i 5,7 cm de diàmetre, que tenien una capacitat d'uns dos minuts de música o un altre tipus de so.

## Empaquetament comercial
Els cilindres es venien en tubs de cartó, amb tapes de cartó en cada extrem, que servien per a protegir els enregistraments. Aquests contenidors i la forma dels cilindres (juntament amb el so "metàl·lic" dels primers enregistraments, en comparació amb la música en directe) van moure al director de banda John Philip Sousa a burlar-se dels enregistraments anomenant-los música enllaunada.
Les companyies d'enregistrament solien tenir una etiqueta impresa genèrica a l'exterior de l'envàs cilíndric, sense cap indicació de la identitat de l'enregistrament concret del seu interior. Al principi, aquesta informació s'escrivia una a una i a mà sobre l'etiqueta. Poc després s'estampava el número d'enregistrament a la tapa superior, i més tard s'imprimien el títol i l'artista sobre l'etiqueta de la tapa.
A l'inici els cilindres no tenien cap identificació visual, tenien una locució parlada del títol de la cançó o de la interpretació, l'artista i la companyia que havia fet l'enregistrament i que es posava al començament de l'enregistrament. A principis del segle xx, es va començar a imprimir una versió abreujada d'aquesta informació a la vora del propi cilindre.
També s'incloïen petits fulls de paper que contenien informació sobre l'enregistrament i que es col·locaven dins del paquet juntament amb els cilindres. Al principi, aquests fulls s'escrivien a mà o es mecanografiaven, però les versions impreses es van fer més comunes a mesura que els cilindres de certes cançons es van començar a vendre en suficients quantitats perquè fos econòmicament rendible.

## Millores posteriors dels cilindres comercials
Amb els anys, el tipus de cera utilitzat en els cilindres es va millorar i va endurir perquè poguessin reproduir-se més de 100 vegades. En 1902, Edison Records va llançar una línia de cilindres millorats amb cera dura, denominats "Edison Gold Moulded Records".

## El plàstic dur substitueix a la cera
En 1906, l'empresa Indestructible Record Company va començar a vendre massivament cilindres fets de cel·luloide, un dels primers plàstics durs, que no es trencava si queia i es podia reproduir milers de vegades sense que es desgastés. Aquest material inflexible no es podia polir i reutilitzar com els cilindres de cera, però tenia l'avantatge de ser un enregistrament gairebé permanent. Podria dir-se que aquests cilindres "Indestructibles" són el mitjà més perdurable d'enregistrament de so desenvolupat en tota l'era de l'àudio analògic (abans de la introducció de l'àudio digital) i poden suportar moltes més reproduccions que altres suports posteriors com el disc de vinil o la cinta magnètica. Aquesta tecnologia superior va ser adquirida per l'empresa Columbia Phonograph Company. Més tard, la companyia de Edison va desenvolupar el seu propi tipus de cilindre de llarga durada, que consistia en un tipus de plàstic anomenat Amberol al voltant d'un nucli d'escaiola (guix), el qual es denominava cilindre de Amberol. Aproximadament al mateix temps, Edison va introduir els cilindres de 4 minuts, que tenien el doble de temps de reproducció que els vells cilindres estàndard, la qual cosa es va aconseguir simplement disminuint la grandària dels solcs i espaiant-los amb la meitat de distància en l'espiral que envoltava al cilindre. La majoria (però no tots) els cilindres d'Amberol són de la varietat de quatre minuts. Els fonògrafs de Edison per a reproduir aquests cilindres millorats es deien amberoles.